# محاصره اسکندریه (۱۱۶۷)
محاصره اسکندریه (انگلیسی: Siege of Alexandria) در تابستان ۱۱۶۷ طی سومین لشکرکشی و حمله صلیبیون به مصر به وقوع پیوست، زمانی که صلیبیون و نیروهای پادشاهی اورشلیم شهر بندری اسکندریه که بخشی از قلمروی خلافت فاطمیان مصر بود و تحت کنترل صلاح‌الدین ایوبی بود را محاصره کردند. با وجود قطع راه‌های ارتباطی و کمبود آذوقه، صلاح‌الدین و نیروهای مدافع شهر توانستند سه ماه مقاومت کنند تا آن که توافقی میان طرفین شد و اسکندریه بار دیگر به نیروهای فاطمی بازگردانده شد.